# Chomolonzo
De Chomolonzo (Chinees: 珠穆隆索峰) is een 7.804 meter hoge berg in Tibet dicht tegen de grens met Nepal. De berg maakt nog deel uit van de Khumbu regio en ligt 4 km ten noordoosten van de Makalu. De Chomolonzo heeft drie verschillende toppen. De zuidelijke hoofdpiek (7.804 m) wordt via een zadel van circa 7250 m verbonden met de centrale piek (7565 m), die via een zadel van circa 7050 m wordt verbonden met een piek van circa 7200 m ten noorden (of noord-westen) van de centrale piek.
Vanuit Nepal gezien schuilt de berg achter de nabijgelegen Makalu, de vijfde hoogste berg ter wereld, de drie toppen vormen een zeer indrukwekkend en dominerende aanblik vanuit de Kangshungvallei in Tibet. De 3000 m hoge noordoostwand is tot heden nog niet beklommen. De naam Chomolonzo betekent "vogelgodin" en uit het oosten bekeken heeft het zicht op de berg een zekere gelijkenis met een 3 km hoge adelaar met gespreide vleugels.
De Franse klimmers Jean Couzy en Lionel Terray bereikten in 1954 als eersten de hoofdtop en dit via de zacht glooiende kam van de 7200 m hoge Sakietang La, die de Chomolonzo scheidt van de Makalu. De beklimming was onderdeel van voorbereidend klimwerk voor de Makalu, die ze in 1955 beklommen. De tweede beklimming vond pas in 1993 plaats door een Japanse expeditie, die een route vanuit het noordwesten vond waarmee ze halverwege de noordelijke bergrug bereikten. Een derde en op dit moment laatste beklimming van de hoofdpiek in 1994 volgde de oorspronkelijke route langs de zuidwestelijke kam.